# Dobra (okręg Mehedinți)
Dobra – wieś w Rumunii, w okręgu Mehedinți, w gminie Bălăcița. W 2011 roku liczyła 476 mieszkańców.